# 시모자카이촌
시모자카이촌(下境村)은 일본 후쿠오카현 구라테군에 있던 촌이다. 현재의 노가타시의 일부에 해당한다.

## 역사
- 1889년 4월 1일 - 정촌제 시행에 의해 구라테군 시모자카이치촌이 성립하였다.
- 1926년 11월 1일 - 후쿠치촌, 돈노촌, 신뉴촌과 합병해 노가타정이 성립해 폐지되었다.

## 참고문헌
- 角川日本地名大辞典 40 福岡県
- 『市町村名変遷辞典』東京堂出版、1990年。